# Point Cloud Library
Die Point Cloud Library (PCL) ist eine freie Programmbibliothek mit zahlreichen Algorithmen zur Verarbeitung n-dimensionaler Punktwolken und dreidimensionaler Geometrien. Die Bibliothek enthält unter anderem Algorithmen zur Merkmalsextraktion, Oberflächenrekonstruktion und zur Registrierung von Punktwolken.
Das Projekt wird von einem weltweiten Konsortium vorangetrieben, dem neben zahlreichen Universitäten und Forschungseinrichtungen auch große Unternehmen wie Toyota, Intel und Nvidia angehören. Die Bibliothek ist in C++ programmiert und wird unter der BSD-Lizenz veröffentlicht. Der Quellcode wird auf GitHub bereitgestellt.
Die Bibliothek ist in mehrere Module unterteilt, die bestimmten Aufgabenstellungen entsprechen, z. B. Filter, Registrierung, Segmentierung, Oberflächenrekonstruktion, Modellschätzung oder Visualisierung.
Eines der Anwendungsgebiete ist die Roboternavigation. Das Robot Operating System verfügt über eine Schnittstelle zur PCL.
Die Bibliothek kann außerdem zur Manipulation und Visualisierung der vom Kinect Sensor generierten 3D-Daten verwendet werden.
Die PCL hat für die 3D-Bildverarbeitung inzwischen einen ähnlichen Status wie OpenCV für die 2D-Bildverarbeitung.

## Geschichte
Die Entwicklung der Point Cloud Library begann im März 2010 bei Willow Garage. Im März 2011 wurde eine eigene Website für das Projekt eingerichtet.
Seit 2012 wird die Bibliothek von der Non-Profit-Organisation Open Perception Foundation, einem Ableger von Willow Garage, verwaltet.
Die erste offiziell freigegebene Version der PCL erschien zwei Monate später im Mai 2011.
In den Jahren 2011 und 2012 nahm das PCL-Projekt jeweils am „Google Summer of Code“-Programm teil.
Auf der Robotikkonferenz ICRA, die im Mai 2013 in Karlsruhe stattfand, wurde der PCL ein ganztägiger Workshop gewidmet.